# カモリディン・タジエフ
カモリディン・タジエフ（ウズベク語: Камолиддни Тожиев, Kamoliddin Tojiyev、1983年5月3日 - ）は、ウズベキスタンの元サッカー選手。元ウズベキスタン代表。現役時代のポジションはDF。

## クラブ歴
2002年にFCパフタコール・タシュケントに加入したものの出場機会は多くなかった。2006年にPFCソグディアナ・ジザフにレンタル移籍すると出場機会が増え、レギュラーにもなったものの降格危機にあるクラブを救う事は出来なかった。その後パフタコールに復帰し、レギュラー争いを2011年まで繰り広げた。2011年には中国サッカー・スーパーリーグの江蘇舜天に完全移籍した。2014年よりパフタコールに復帰。

## 代表歴
2007年2月7日のアゼルバイジャン代表戦で代表初出場。2009年にはAFCアジアカップ2011予選に2試合出場した。2012年10月12日のアラブ首長国連邦代表戦以降代表から遠のいていたが、2016年2月14日のレバノン代表戦で代表に復帰した。

## 家族
兄のザイニディン・タジエフ、弟のファルホド・タジエフもウズベキスタン代表のサッカー選手である。

## タイトル
パフタコール・タシュケント
- ウズベク・リーグ: 2002, 2003, 2004, 2005, 2007, 2014, 2015

江蘇舜天
- 中国FAカップ: 2013